# Ayano Shimizu
Ayano Shimizu (jap. 清水 綾乃, Shimizu Ayano; * 11. April 1998) ist eine japanische Tennisspielerin.

## Karriere
Shimizu begann mit drei Jahren mit dem Tennisspielen und bevorzugt laut ITF-Spielerprofil Hartplätze. Sie spielt überwiegend Turniere auf der ITF Women’s World Tennis Tour, wo sie bislang acht Einzel- und 18 Doppeltitel gewann.

## Turniersiege

### Einzel
| Nr. | Datum             | Turnier    | Kategorie   | Belag     | Finalgegnerin  | Ergebnis      |
| --- | ----------------- | ---------- | ----------- | --------- | -------------- | ------------- |
| 1.  | 23. Juli 2016     | Hongkong   | ITF $10.000 | Hartplatz | Tang Haochen   | 1:6, 6:4, 6:0 |
| 2.  | 27. Mai 2017      | Karuizawa  | ITF $25.000 | Teppich   | Junri Namigata | 0:6, 6:4, 6:4 |
| 3.  | 14. Oktober 2017  | Makinohara | ITF $25.000 | Teppich   | Momoko Kobori  | 6:3, 6:3      |
| 4.  | 19. Mai 2018      | Kurume     | ITF $60.000 | Teppich   | Abbie Myers    | 6:3, 7:5      |
| 5.  | 1. September 2018 | Nanao      | ITF $25.000 | Teppich   | Mai Hontama    | 6:3, 6:1      |
| 6.  | 20. Oktober 2018  | Hamamatsu  | ITF $25.000 | Teppich   | Mana Ayukawa   | 6:3, 6:4      |
| 7.  | 3. November 2024  | Makinohara | ITF W35     | Teppich   | Miho Kuramochi | 3:6, 6:3, 6:4 |
| 8.  | 6. April 2025     | Kashiwa    | ITF W15     | Hartplatz | Ku Yeon-woo    | 6:3, 6:3      |

### Doppel
| Nr. | Datum             | Turnier             | Kategorie   | Belag     | Partnerin     | Finalgegnerinnen                         | Ergebnis          |
| --- | ----------------- | ------------------- | ----------- | --------- | ------------- | ---------------------------------------- | ----------------- |
| 1.  | 17. Juli 2016     | Gimcheon            | ITF $10.000 | Hartplatz | Jessy Rompies | Hong Seung-yeon Kang Seo-kyung           | 6:2, 7:5          |
| 2.  | 24. Juni 2017     | Montpellier         | ITF $25.000 | Sand      | Momoko Kobori | Laura Pigossi Victoria Rodriguez         | 6:3, 4:6, [10:7]  |
| 3.  | 8. Juli 2017      | Denain              | ITF $25.000 | Sand      | Momoko Kobori | Mathilde Armitano Elixane Lechemia       | 6:4, 6:3          |
| 4.  | 7. Oktober 2017   | Toowoomba           | ITF $25.000 | Hartplatz | Momoko Kobori | Naiktha Bains Abigail Tere-Apisah        | 7:5, 7:5          |
| 5.  | 26. Mai 2018      | Karuizawa           | ITF $25.000 | Teppich   | Momoko Kobori | Chisa Hosonuma Kanako Morisaki           | 6:0, 6:3          |
| 6.  | 7. Juli 2018      | Denain              | ITF $25.000 | Sand      | Momoko Kobori | Quirine Lemoine Eva Wacanno              | 0:6, 7:5, [10:7]  |
| 7.  | 13. März 2021     | Scharm asch-Schaich | ITF W15     | Hartplatz | Momoko Kobori | Barbora Matúšová Anastassija Solotarjowa | 6:1, 6:2          |
| 8.  | 20. März 2021     | Scharm asch-Schaich | ITF W15     | Hartplatz | Momoko Kobori | Alicia Barnett Yuriko Lily Miyazaki      | 6:4, 6:1          |
| 9.  | 27. Mai 2023      | Karuizawa           | ITF W25     | Rasen     | Momoko Kobori | Talia Gibson Akari Inoue                 | 3:6, 7:66, [10:5] |
| 10. | 26. August 2023   | Hongkong            | ITF W40     | Hartplatz | Momoko Kobori | Aoi Ito Erika Sema                       | 3:6, 6:3, [11:9]  |
| 11. | 9. Juni 2024      | Daegu               | ITF W35     | Hartplatz | Kisa Yoshioka | Kim Da-bin Kim Na-ri                     | 6:4, 6:3          |
| 12. | 24. November 2024 | Takasaki            | ITF W100    | Hartplatz | Momoko Kobori | Liang En-shuo Tsao Chia-yi               | 4:6, 6:4, [10:3]  |
| 13. | 30. November 2024 | Yokohama            | ITF W50     | Hartplatz | Momoko Kobori | Cho I-hsuan Cho Yi-tsen                  | 6:4, 7:62         |
| 14. | 22. März 2025     | Kōfu                | ITF W50     | Hartplatz | Momoko Kobori | Akiko Ōmae Eri Shimizu                   | 6:1, 6:4          |
| 15. | 12. April 2025    | Osaka               | ITF W35     | Hartplatz | Momoko Kobori | Ku Yeon-woo Janice Tjen                  | 6:4, 7:5          |
| 16. | 3. Mai 2025       | Gifu                | ITF W100    | Hartplatz | Momoko Kobori | Emina Bektas Yuriko Miyazaki             | 6:1, 6:2          |
| 17. | 10. Mai 2025      | Fukuoka             | ITF W35     | Teppich   | Momoko Kobori | Miho Kuramochi Akiko Ōmae                | 4:6, 6:2, [10:8]  |
| 18. | 17. Mai 2025      | Kurume              | ITF W50     | Teppich   | Momoko Kobori | Ma Yexin Wang Meiling                    | 6:1, 5:7, [10:5]  |